# Turriers
Turriers (provansalsko Turriés) je naselje in občina v jugovzhodnem francoskem departmaju Alpes-de-Haute-Provence regije Provansa-Alpe-Azurna obala. Leta 2005 je naselje imelo 404 prebivalce.

## Geografija
Kraj leži v pokrajini Visoki Provansi 65 km severno od središča departmaja Digne-les-Bainsa.

## Administracija
Turriers je sedež istoimenskega kantona, v katerega so poleg njegove vključene še občine Bayons, Bellaffaire, Faucon-du-Caire, Gigors, Piégut in Venterol s 1.033 prebivalci.
Kanton je sestavni del okrožja Forcalquier.

## Zgodovina
Ime naselja se prvikrat omenja v tekstih leta 1050 kot in castro Turrias, sestavljeno iz predkeltskega korena *TuR, skala, nanašajoč se na strmo pobočje, na katerem je bil postavljen grad. 

## Zanimivosti
- ruševine donjona,
- cerkev sv. Antona iz 19. stoletja,
- orientacijska tabla - razgledna točka s pogledom na Alpe.

## Vir
1. ↑  »Populations légales 2016«. Nacionalni inštitut za statistične in gospodarske raziskave. Pridobljeno 25. aprila 2019.
2. ↑   Charles Rostaing, Essai sur la toponymie de la Provence (depuis les origines jusqu’aux invasions barbares), Laffite Reprints, Marseille, 1973 (1. izdaja 1950), p 273-274